# Reguły gry
Reguły gry (fr. La regle du jeu) – francuska czarno-biała komedia obyczajowa z 1939 roku w reżyserii Jeana Renoira. Obecnie uważany za jeden z najlepszych filmów w historii kina, co roku plasując się w czołówce rankingów brytyjskiego czasopisma Sight & Sound, oraz portalu recenzyjnego They Shoot Pictures, Don’t They. Jest to ostatni film Renoira zrealizowany przed jego wyjazdem do Stanów Zjednoczonych.

## Przyjęcie filmu
Opowiadając o życiu francuskiej arystokracji tuż przed wybuchem II wojny światowej, został chłodno przyjęty przez publiczność. Jej rozpowszechnianie zostało wstrzymane do końca lat 50. Potem, niespodziewanie, wielu krytyków i reżyserów zaczęło go określać jako jeden z najlepszych filmów w historii kina.

## Koncepcja
Film to autorska próba kompleksowej analizy różnic społecznych, w której sprzeczność narastają i pozostają nierozwiązane. Renoir używa chwytów teatralnych i estetyki farsy by ukazać rozwój relacji międzyludzkich. Ma to na celu pokazanie – w obliczu panujących wówczas różnic społecznych – ich hipokryzję i przypadkowość. Reżyser podważa ideę spójności społecznej, która w jego mniemaniu jest iluzoryczna, i bazuje na akceptacji łgarstwa.

## Obsada
- Nora Gregor – Christine de la Cheyniest
- Paulette Dubost – Lisette
- Mila Parély – Genevieve de Marras
- Odette Talazac – Charlotte de la Plante
- Claire Gérard – Madame de la Bruyere
- Anne Mayen – Jackie, niece de Christine
- Lise Elina – Radio-Reporter
- Marcel Dalio – Marquis Robert de la Cheyniest
- Julien Carette – Marceau
- Roland Toutain – André Jurieux
- Gaston Modot – Edouard Schumacher
- Jean Renoir – Octave